# Orden Anglicana de Predicadores
La Orden Anglicana de Predicadores (en inglés: Anglican Order of Preachers) es una orden religiosa anglicana, de vida apostólica y comparten muchas similitudes con sus homólogos católicos. Fue fundada en 1999, en Ambridge, por el religioso episcopaliano estadounidense Jeffery Mackey. A los miembros de esta organización religiosa se les conoce como dominicos anglicanos y posponen a sus nombres las siglas O.P.

## Historia
La orden fue fundada en Ambridge (Pensylvania- Estados Unidos) a fines de la década de 1999 por el religioso episcopaliano Jeffery Mackey, restaurando en el seno de la Iglesia anglicana, una espiritualidad nacida en el siglo XIII y suprimida en tiempos de la Reforma protestante. Nació en el seno del episcopalismo, pero pasó al resto de la comunión anglicana.

## Organización
La Orden Anglicana de Predicadores está formada por hombres y mujeres, casados o célibes, ordenados o laicos, organizados al estilo de una tercera orden. Para ser religioso dominico anglicano se debe ser bautizado y estar en comunión con el arzobispo de Canterbury. Los oblatos y asociados, en cambio, pueden pertenecer a cualquier denominación cristiana.
Los dominicos anglicanos viven según la regla de San Agustín, la espiritualidad de Santo Domingo de Guzmán y se dedican a dar clases, seminarios, misiones de predicación, charlas en parroquias, convenciones diocesanas y retiros. El instituto está presente en Australia, Canadá, China, Estados Unidos, Irlanda, Puerto Rico y Reino Unido. En Colombia existe la Orden Anglicana de Predicadores dominicos, de vida contemplativa aunque también tienen algunas obras de atención a la población vulnerable.